# Joseph M. Scriven

Joseph M. Scriven

Joseph Medlicott Scriven (* 10. September 1819 in Banbridge, County Down, Nordirland; † 10. August 1886 in Port Hope am Ontariosee, Kanada) war ein irisch-kanadischer Lehrer, Prediger und Kirchenliederdichter. Bekannt wurde er vor allem durch das Lied What a friend we have in Jesus. Es ist weltweit verbreitet, wurde in viele Sprachen übersetzt und gehört zu den „wirkmächtigsten geistlichen Liedern der Erweckungsbewegung“.

## Leben und Werk

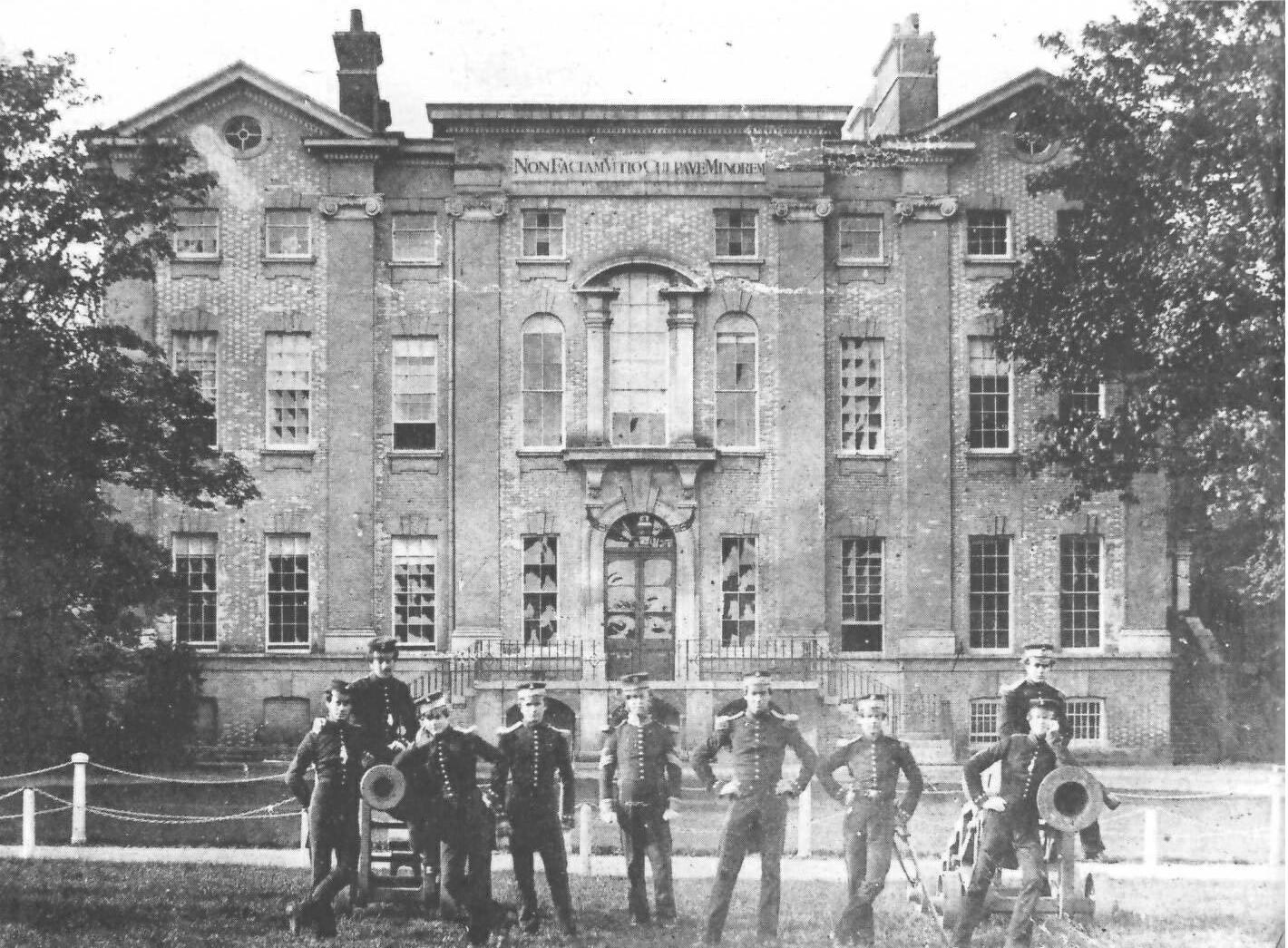
Addiscombe Military College

What a friend we have in Jesus / handschriftlich von Joseph Scriven

Joseph Medlicott Scriven war der zweite Sohn des Marineoffiziers James Scriven und seiner Ehefrau Jane Medlicott. Er hatte drei Brüder und zwei Schwestern: William (* 1817), George (* 1821), John (* 1823), Catherine Anne Mary (* 1825) und Jane (* 1828). Die Familie galt als wohlhabend.
Bereits als Sechzehnjähriger begann Scriven mit einem Studium am Dubliner Trinity College, das er aber nach knapp zwei Jahren ohne Abschluss beendete. Er wechselte 1837 an das in der Nähe von London gelegene Addiscombe Military College, um sich auf einen Militäreinsatz in Indien vorzubereiten. Seine gesundheitliche Verfassung zwang ihn aber nach zwei Jahren, die militärische Ausbildung abzubrechen. Er schrieb sich wieder beim Trinity College ein, das er schließlich 1842 mit einem Bachelor of Arts absolvierte. Kurz nach Abschluss seines Studiums verlobte Scriven sich mit einer jungen Frau, die ebenfalls aus Banbridge stammte. Am Abend vor der geplanten Hochzeit im Sommer 1843 kam es zu einem tödlichen Unfall. Beim Ritt über eine Bann-Brücke scheute ihr Pferd und warf sie ab. Sie stürzte in den reißenden Fluss und ertrank. Scriven, der auf der anderen Seite des Flusses auf sie wartete, musste dem Unglück tatenlos zusehen. Er wurde schwermütig, und nur noch selten – so schreibt sein Biograph W. J. Scott – sah man ein Lächeln auf seinem Gesicht. Dass er kurz darauf nach Kanada emigrierte, wird von manchen Biographen mit diesem tragischen Ereignis in Verbindung gebracht.
Kurz nach dem Tod seiner Verlobten lernte Scriven die Brüderbewegung kennen, die in den ersten Jahrzehnten des 19. Jahrhunderts entstanden war und in Dublin ihren Ursprungsort hatte. Zunächst traf man sich abseits der traditionellen Kirchen in häuslicher Umgebung, um miteinander die Bibel zu studieren. Spätestens 1829 feierte man in diesen Kreisen, zu denen auch der Zahnarzt und spätere Missionar Anthony Norris Groves gehörte, außerdem ein wöchentliches Abendmahl. Groves war der Überzeugung, „daß Gläubige, die sich als Jünger Christi versammeln, frei seien, das Brot miteinander zu brechen, wie ihr Herr sie ermahnt habe“. Die Bewegung breitete sich sehr schnell aus. Als Scriven zu ihr fand, hatte sie bereits ihr Zentrum im südenglischen Plymouth, weshalb ihre Anhänger in der Anfangszeit auch Plymouth Brethren (Plymouth-Brüder) genannt wurden. Manche der Scriven-Biographen begründen seine Auswanderung auch mit einer Entfremdung, die zwischen ihm und seinen Eltern stattgefunden haben soll; Hauptgrund sei dabei sein Anschluss an die Brüderbewegung gewesen.
Am 9. Mai 1845 bestieg Joseph Scriven die Viermastbark Perseverance und segelte mit ihr nach Montreal (Kanada). Sein erster kanadischer Wohnort war das in Ontario gelegene Woodstock, wo er sich wieder einem Kreis der Brüderbewegung anschloss. Unterkunft fand er im Haus der Familie Courtney, die ebenfalls den Plymouth-Brüdern angehörte und deren Bekanntschaft er bereits in Dublin gemacht hatte. Nach nur wenigen Monaten erkrankte Scriven. Da er seinen Gastgebern nicht zur Last fallen wollte, kehrte er via Quebec nach Irland zurück. Er erholte sich und fand in Dundalk Unterkunft und eine Anstellung als Privatlehrer im Haus des Militärchirurgen Bartley. In dieser Funktion begleitete er die Familie auf einer längeren Reise, die in den Mittleren Osten führte. Scriven besuchte unter anderem Damaskus und folgte hier den Spuren des Apostels Paulus. Scrivens Biograph Foster M. Russell war der Überzeugung, dass die ersten Zeilen von What a friend we have in Jesus in Damaskus verfasst worden sind. Scriven habe sie dort unter einem starken inneren Eindruck niedergeschrieben und sie anschließend an seine Mutter gesandt. Für den Wahrheitsgehalt seiner Behauptung fehlen allerdings Belege.
Nach seiner Rückkehr lernte Scriven in Plymouth eine junge Frau kennen. Sie war verwandt mit einer Familie namens Falconer, der Scriven bei seinem ersten Kanada-Aufenthalt begegnet war. Die Beziehung währte aber nur kurz, da sie sich für einen anderen Mann entschied und diesen schließlich heiratete. Sciven blieb den beiden trotzdem freundschaftlich verbunden. Zu Dritt reisten sie 1847 nach Kanada und entschieden sich für Woodstock als ihren Wohnort.
Sowohl in Woodstock als auch in Brantford, wo er sich später niederließ, verdiente er seinen Lebensunterhalt als Lehrer. In Brantford betrieb er in der ersten Hälfte der 1850er Jahre sogar eine Privatschule. Neben seiner Unterrichtstätigkeit predigte er in christlichen Zusammenkünften und auf öffentlichen Plätzen. Hier entstand vermutlich auch der Text des späteren Liedes What a friend we have in Jesus, das zur Hymne der internationalen evangelikalen Christenheit avancierte und in zahlreiche Sprachen übersetzt wurde. Scriven gab dem Gedicht, das ursprünglich nicht für die Öffentlichkeit, sondern für seine schwer erkrankte Mutter bestimmt war, den Titel „Pray without ceasing“ („Bete ohne Unterlass“).
Es folgten weitere Umzüge. Ab 1855 lebte Scriven in Huron County. Dort half er im Verkündigungsdienst der lokalen Brüderversammlung, übte Seelsorge und evangelisierte unter Bahnarbeitern, die mit dem Bau der Grand Trunk Railway befasst waren. Er predigte jedoch nicht nur, sondern versuchte entsprechend der Bergpredigt Jesu zu leben. Dazu gehörte für ihn, den eigenen Besitz mit Minderbemittelten zu teilen, bei Angriffen auf Verteidigung zu verzichten und die Sorge um die eigenen Lebensbedürfnisse im Vertrauen auf Gott hintenanzustellen. Scriven genoss bei seinen Zeitgenossen einerseits ein hohes Ansehen, galt aber andererseits auch als exzentrisch. Um 1857 zog er nach Bewdley in der Nähe von Port Hope. Er folgte damit der Einladung des pensionierten Marineoffiziers Robert Lamport Pengelly (1798–1875), der dort ein größeres Landgut mit Namen Blockland besaß. Scriven sollte als Hauslehrer den siebzehnjährigen Sohn des Offiziers unterrichten.
In Bewdley lernte Scriven Eliza Catherine Roche, eine angeheiratete Nichte seines Arbeitgebers Pengelly, kennen.

## Würdigungen

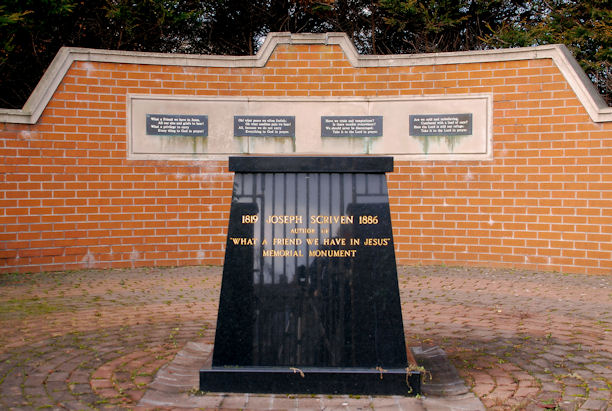
Scriven-Denkmal im Geburtsort des Dichters

Der Schriftsteller Edward Samuel Caswell schrieb 1919 über Scrivens Hymne What a friend we have in Jesus: „As beyond question the best-known piece of Canadian literature […]“ (deutsch: Außer Frage: das bekannteste Stück kanadischer Literatur […]).
Ein sogenanntes Roadside memorial für Joseph M. Scriven befindet sich am Straßenrand der Rice Lake Road südlich von Bewdley, ON. Das von Verehrern und Freunden gestiftete Denkmal verweist auf die Grabstätte des Liederdichters, die 13 Meilen entfernt liegt, und nennt ihn unter anderem einen Philanthropen.
Scrivens Geburtsort Banbridge ehrte ihn mehrfach. In der Holy Trinity Church befinden sich zwei Bleiglasfenster, die an den Liederdichter erinnern sollen. Sie sind ein Werk der Schülerin Louise McClann und stammen aus dem Jahr 2002. Das linke Bild zeigt Scriven an einem Wasserlauf; im Hintergrund sind die beiden Verlobten des Liederdichters zu sehen. Das rechte Bild zeigt Joseph Scriven in sitzender Position und schreibend, eventuell ein Hinweis auf seine dichterische Tätigkeit. Im unteren Teil zeigen beide Bilder jeweils zwei Strophen des bekannten Scriven-Liedes. In der Widmung heißt es: „To the glory of God and in memory to Jeseph Medlicott Scriven“. Auch wurde dem Liederdichter ein nach ihm benannter Memorial Garden gewidmet. Er befindet sich am Downshire Place in Banbridge (siehe Bild). Im Jahr 2019 fand in Banbridge anlässlich des 200. Geburtstages Joseph Scrivens eine Festveranstaltung statt, an der auch hochrange Vertreter von Politik und Kirche teilnahmen.

## Veröffentlichungen (Auswahl)
- Scrivens Gedicht What a friend we have in Jesus entstand um 1855. Ohne Verfasserangabe erschien es zunächst in Horace Lorenzo Hastings Liedersammlung Social Hymns: original and selected, die 1865 erschien. Erst 1886 wurde Joseph Scriven in einer zweiten von Hasting besorgten Kompilation als Autor seines berühmten Liedes genannt.[19]
- Hymns and other Verses. Peterborough [Ontario?] 1869 (Textarchiv – Internet Archive)
- „What a friend we have in Jesus“ and other hymns with a sketch of the author by Rev. Jas. Cleland. W. Willamson, Port Hope 1895 (hathitrust.org)